# Calonectria variabilis
Calonectria variabilis är en svampart som beskrevs av Crous, J.D. Janse, D. Victor, G.F. Marais & Alfenas 1993. Calonectria variabilis ingår i släktet Calonectria och familjen Nectriaceae.   Inga underarter finns listade i Catalogue of Life.